# Tatort: Spieglein, Spieglein
Spieglein, Spieglein ist ein Fernsehfilm aus der Krimireihe Tatort. Der vom WDR produzierte Beitrag ist die 1088. Tatort-Episode. Die Erstausstrahlung fand am 17. März 2019 bei Das Erste, ORF 2 und SRF 1 statt. Das Ermittlerduo Thiel und Boerne ermittelt in seinem 34. Fall. Die Folge stellt eine Fortsetzung des 14. Falles Wolfsstunde dar.

## Handlung
Hinter dem St.-Paulus-Dom in Münster wird an einem Montag eine Leiche gefunden – sie sieht Staatsanwältin Klemm zum Verwechseln ähnlich. Neben ihr liegen Zigaretten der Marke, die Klemm raucht, obwohl die Tote Nichtraucherin war. Der Mord bleibt nicht der einzige. Am Dienstag wird eine kleinwüchsige Frau tot aus dem Kanal geborgen, die Boernes Assistentin Haller ähnelt und einen Schal trug, der Haller abhandengekommen war. Haller nimmt das Ganze mit, da sie die Eisverkäuferin kannte. Thiel und Boerne gehen von einer Serie aus und suchen in den Akten früherer Fälle nach Straftätern, die möglicherweise Rache an ihnen nehmen wollen. Ins Visier gerät zunächst Markus Timoschek, der mittlerweile wieder entlassen ist und als Fahrkartenkontrolleur in Münster arbeitet. Sie verhören und inhaftieren ihn. Doch als am Mittwoch ein Taxifahrer erschossen aufgefunden wird, der Thiels Vater Herbert ähnlich sieht, müssen sie Timoschek wieder entlassen, da er offensichtlich nicht der gesuchte Serienmörder ist.
Thiels Vater bringt die Ermittler mit der Beschreibung einer verdächtigen Frau aber auf eine neue Spur. Kommissar Thiel und Professor Boerne finden am Donnerstag den Boerne-Doppelgänger Professor Scharmacher, einen Musikpädagogen, den sie gerade noch rechtzeitig aufsuchen können, bevor die Täterin zuschlagen kann. Der Doppelgänger von Boerne erinnert sich daran, dass die Frau auf dem nach Herbert Thiels Angaben gezeichneten Phantombild beim Straßenverkehrsamt arbeitet. Die Täterin, die Kommunalbeamtin Birgit Brückner, belauscht das Gespräch und verlässt anschließend ihre Wohnung fluchtartig, empfängt aber von ihrem „Verlobten“ Sascha Kröger, einem inhaftierten Sexualmörder – und „Psychopathen“, so Thiel –, die Weisung, das Werk zu vollenden. Der Doppelgänger von Thiel, Jens Lange, der als Letzter auf ihrer Liste steht, wird am Freitag gleichfalls gerettet, weil Thiel in Notwehr auf Brückner schießt. Am Tag seiner Haftentlassung teilen Boerne und Thiel dem Strippenzieher Kröger mit, dass sein „Werkzeug“ überlebt hat. Er muss mit der Aufklärung des gemeinsamen Tatplans rechnen.
Boerne bezeichnet die Täterin als Herostratin, d. h. er vermutet, dass sie aus Geltungssucht gehandelt hat.

## Hintergrund
Der Film wurde vom 4. September 2018 bis zum 4. Oktober 2018 gedreht. Mit Spieglein, Spieglein inszenierte Regisseur Matthias Tiefenbacher seinen vierten Münster-Tatort nach Tempelräuber (2009), Herrenabend (2011) und Das Wunder von Wolbeck (2012). Das Drehbuch stammt von Benjamin Hessler, der insbesondere für seine Zusammenarbeit mit dem österreichischen Regisseur Marvin Kren bekannt ist (z. B. bei Rammbock, Blutgletscher oder 4 Blocks). Für Hessler ist dies sein zweites verfilmtes Tatort-Skript nach Treibjagd (2018) mit Wotan Wilke Möhring. Arnd Klawitter tritt hier wieder in seiner Rolle als Sascha Kröger auf, die er als Täter im Tatort: Wolfsstunde (2008) spielte. Ronald Kukulies, der den ersten Tatverdächtigen Markus Timoschek spielt, spielte in der Münsteraner Tatortfolge Spargelzeit den wegen Tatverdachts festgenommenen Polizeiobermeister Olaf Künast.

## Rezeption

### Kritiken
Bei Spiegel online wurde der Film mit zwei von zehn möglichen Punkten bewertet; Kritiker Christian Buß beurteilte ihn als „Dumm-und-Dümmer-Variante einer Doppelgänger-Komödie“ und „traurig“. Aus der Doppelgänger-Konstruktion werde kein Gewinn gezogen: „Wenn Klassik-Fan Boerne auf sein Gegenstück trifft, einen vor sich hin schubiduenden Jazz-Dozenten, schlägt der Clash keine Funken. […] Ausgerechnet an dieser Stelle scheren sich die Beteiligten nicht um das selbst gesetzte Narzissmus-Thema – der selbstverliebte Boerne ist nicht mal an seinem Spiegelbild interessiert.“ Auch der Film-Dienst zeigte sich enttäuscht, bewertete den Film mit einem von fünf möglichen Sternen und kritisierte ihn als „Klamaukhafte (Fernseh-)Krimikomödie, die ihrer absurden Grundidee krampfhaft Humor entlocken will, aber nicht über dünne Witzeleien hinauskommt. Auch die Darsteller verraten keinen Enthusiasmus für das Material, das weder Spannung noch Interesse generiert.“

### Einschaltquote
Die Erstausstrahlung von Spieglein, Spieglein am 17. März 2019 wurde in Deutschland von 13,58 Millionen Zuschauern gesehen und erreichte einen Marktanteil von 36,9 Prozent für Das Erste.